# Perisama lineata
Perisama lineata är en fjärilsart som beskrevs av Butler 1873. Perisama lineata ingår i släktet Perisama och familjen praktfjärilar. Inga underarter finns listade i Catalogue of Life.